# José Maria da Silva Neves

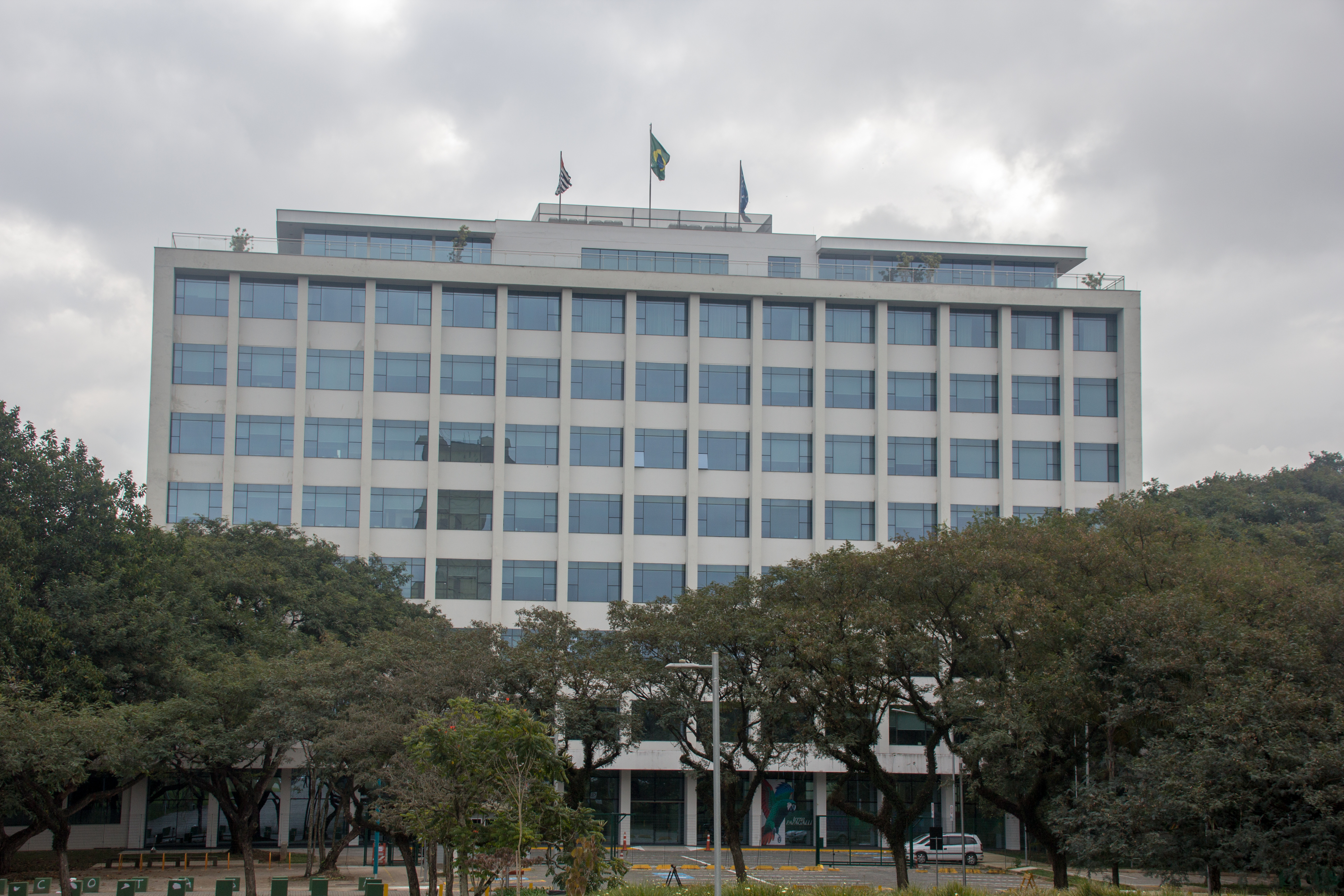
Von Neves entworfenes Rektoratsgebäude der Universität von São Paulo.

José Maria da Silva Neves (* 15. Dezember 1896 in São Paulo; † 21. Juli 1978 ebenda) war ein brasilianischer Aquarellist, Architekt und Hochschullehrer.
Neves lehrte von 1948 bis 1967 Architektur an der Universidade de São Paulo. Zu seinen Schülern zählten Hélio Duarte und Eduardo Corona. Er wirkte bei der Planung der Cidade Universitária Armando de Salles Oliveira mit, für die er unter anderem das Polytechnikum und die Reitoria entwarf.
Als Künstler nahm er am 1. Salão Paulista de Belas Artes 1943 und an Folgeveranstaltungen teil.